# 日鉄鉱業赤谷鉱業所専用鉄道
日鉄鉱業赤谷鉱業所専用鉄道（にってつこうぎょうあかたにこうぎょうしょせんようてつどう）は、かつて新潟県北蒲原郡赤谷村内にあった専用鉄道。日鉄鉱業赤谷鉄山から産出される鉄鉱石を運搬するために日本国有鉄道（国鉄）赤谷線東赤谷駅 - 赤谷鉄山間に敷設されていた。

## 歴史
赤谷鉄山の開発は明治、大正、昭和と3次にわたり手がけられたがなかなか実現しなかった。まず1899年（明治32年）に官営八幡製鐵所の所有となって開山の準備が始められ、事務所、官舎、鉱夫長屋が建設され、1902年（明治34年）には鉱床開鑿に着手していた。輸送手段は索道に決まり 、建設をすすめていた。ところが突然、八幡製鉄所の原料鉄は中国の鉱山から求めることに方針が転換され、1904年（明治36年）3月に工事は中止となり、坑道を維持するための鉱夫を残し、明治期の赤谷鉱山開発は3年半あまりで終わった。
大正時代に入り赤谷鉄山の再開発が計画され、鉱石の輸送手段として国鉄新発田駅 - 赤谷鉄山間に鉄道が敷設されることになった。しかし、第一次世界大戦終結後の不況により開発はまた中止となってしまい、1922年（大正11年）12月に完成していた軌道は放棄された。これに対し建設当初から一般の利用を望んでいた地元の運動により路線敷は国鉄に無償譲渡され、1925年（大正14年）11月、新発田 - 赤谷間は赤谷線として開通した。しかし赤谷より鉱山までの軌道は、軌条、砂利ともに撤去されてしまった。
満州事変勃発後の1932年（昭和7年）頃から赤谷地区の鉱山開発はにわかに活気づいた。まず石炭鉱の開発が始まり、続いて日曹鉱業飯豊鉱山（銅）の本格的な開発が1936年（昭和11年）から進められた。採掘を中止していた八幡製鐵所所有の赤谷鉄山は1934年（昭和9年）2月に設立された日本製鐵へ引き継がれていた。1937年（昭和12年）に始まった日華事変により内地の地下資源開発が急務とされていたこともあり、同社は1938年（昭和13年）鉱山開発に着手した、そして1939年（昭和14年）5月日鉄鉱業が設立され、赤谷の鉱山開発事業を継承することになった。
その鉱石の輸送手段として各坑口（簀立沢、水無、源兵エ野巣、場割澤）より索道を使って袖上平に集め、袖上平（赤谷鉄山） - 東赤谷間に鉄道を再び敷設し、赤谷 - 東赤谷間は国鉄が建設することとなった。
1941年（昭和16年）4月に赤谷鉄山は採掘を開始、鉄道の開通を待ち、6月15日開山式を挙行した。1942年（昭和17年）からは強制徴用により増産体制を整え、1942年度（昭和17年度）から1943年度（昭和18年度）には年間10万トンの生産を達成した。ところが終戦後は生産量が激減し、規模を縮小することになった。しかし、新たに探鉱し、有望な鉱量を確保して立て直していった。
また、1949年（昭和24年）になると「地方交通難の緩和」を理由として専用鉄道を地方鉄道に変更する申請をしたが、運輸省の担当官の見解は採算性に問題有りとしていた。結局、交通事情はその後解決したとして、1951年（昭和26年）になって取下げられた。
ところでこの地方は豪雪地帯であり、冬期の約5か月間（11月半から翌年4月まで）は鉄道は不通となるため、鉱山は採鉱を休止し、その間鉱夫は他の鉱山へ出稼ぎをしていた。この非能率を解消するため蒸気鉄道を廃止し、路線全線にスノーシェッドとトンネルを設けた鉱山用電気軌道を敷設し、通年操業を目指すべく1955年（昭和30年）より工事を始めた。この結果、蒸気鉄道は1956年（昭和31年）9月30日の運行が最後となった。廃止後蒸気機関車2両は羽鶴鉱業所（葛生駅も参照）に行き、客車2両が地元幼稚園に譲られたという。

## 路線
- 軌間 : 1067mm
- 動力 : 蒸気
- 路線距離 : 国鉄赤谷線東赤谷駅 - 赤谷鉄山間 4.2キロ

末期は1日4往復（日曜日は運休）上り坂17分、下り坂で15分で運転されていた。また飯豊山登山客などの一般の便乗もできた。

## 車両
開業時は物資不足の時期にあたり古典車の寄せ集めであった。

### 蒸気機関車
イギリスより輸入した2B形テンダー機関車を2B1タンク機関車に改造した機関車を国鉄から譲り受けた。
- 1080 - 現在梅小路蒸気機関車館に保存されている。
- 973[6]

### 客車
在籍した客車はすべて木製2軸車。中古車でのべ7両あった。末期は4両（ハブ1-3、5）が残った。
- 鉄道省より払下げられた2両は古典的な5扉車[7]
  - ハブ1 - 1903年（明治36年）汽車会社製、履歴は参宮鉄道→国鉄ハ2391[8]→日鉄鉱業ハ2→ハブ1。特徴のある屋根はそのままであった。
  - ハブ2 - 1897年（明治30年）新橋工場製、履歴は鉄道作業局→国鉄ハ4699（形式4681）→日鉄鉱業ハ1→ハブ2。譲受後2扉に改造
- 1944年胆振縦貫鉄道が国に買収された際に買収から除外された客車4両を日鉄が引き取った。赤谷鉱業所が2両、喜茂別鉱業所2両とふりわけた。その後赤谷の1両は喜茂別へ移動となる。
  - ハブ3 - 1903年（明治36年）東京車輌製、履歴は北海道鉄道→国鉄フロハ930[9]→胆振縦貫鉄道フロハ1→日鉄鉱業フロハ1→ハブ3。オープンデッキの車体
- 1941年常総鉄道より客車3両（ハ52・53・57）を譲受[10]。後に1両は雪害より破壊され廃車し、1両は羽鶴鉱業所へ[11]、1両はハブ5として残される。
  - ハブ5 - 1896年（明治29年）福岡工場製、履歴は（山陽鉄道→国鉄ハ2442[12]・2444[13]・2452[14]→常総鉄道ハ52・53・57）のうち1両→日鉄鉱業ハ52→ハブ5

### 貨車
開業以来省有貨車を使用していた。1949年に国鉄より2軸無蓋貨車トム5000形（8050.8547）2両の払下げを受ける。1951年1両を羽鶴鉱業所へ転出

## 遺構

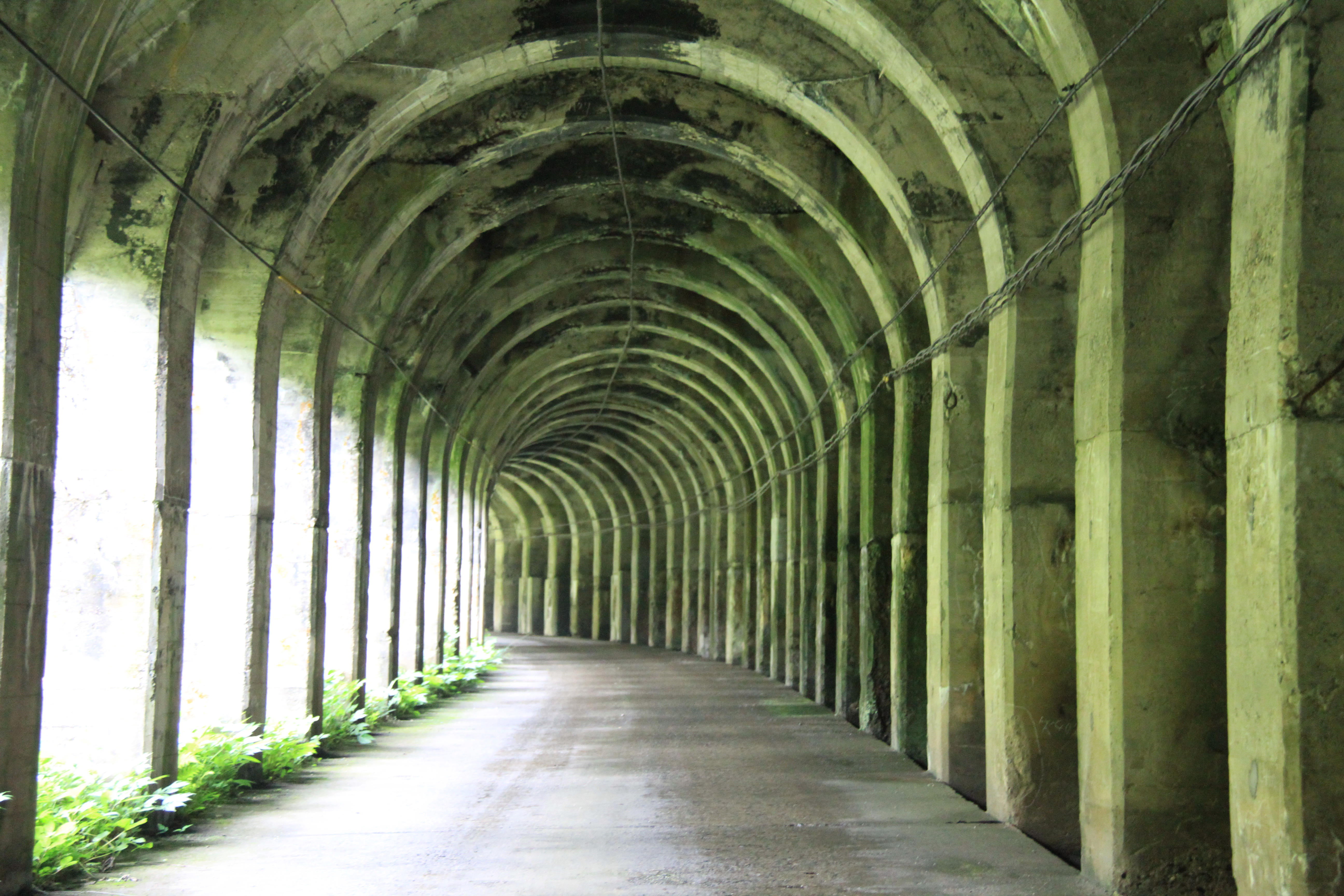
新潟県道335号滝谷上赤谷線として使用されている洞門

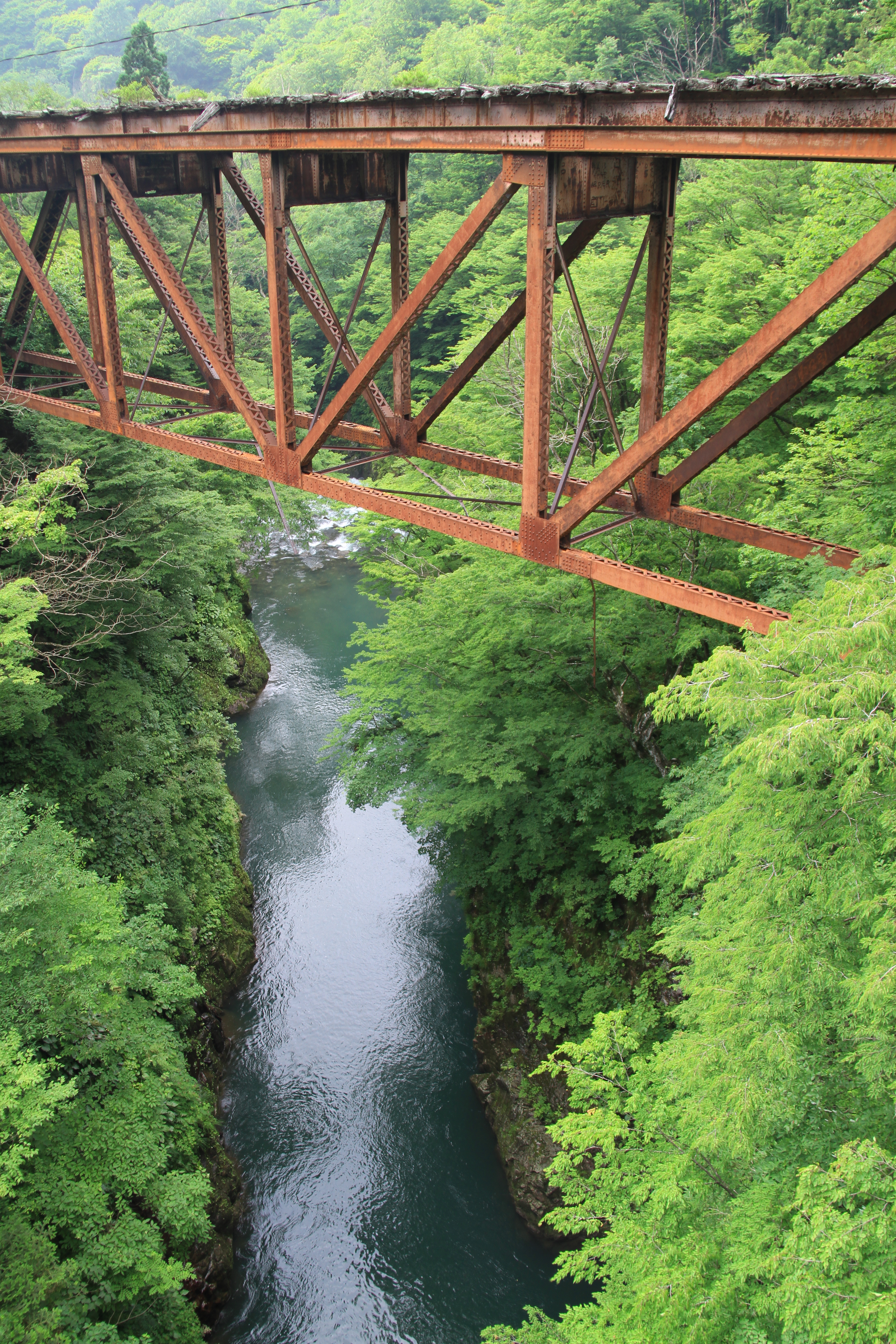
飯豊川橋梁の遺構

飯豊川（加治川）に両端にプレートガーターをもったアメリカ系のプラットトラス橋である飯豊川橋梁 が残されている。銘版によると1921年（大正10年）渡辺鉄工所製作となっている。廃線後一時は一般に利用されていたが県道橋の完成により用途廃止となり放置されている。
　　